# Чернорученка
Чернорученка — река в России, протекает в Демянском районе Новгородской области. Устье реки находится в 11 км по правому берегу реки Явони. Длина реки — 45 км, площадь водосборного бассейна — 287 км². У деревни Пекахино ширина реки — 12 метров, глубина — полтора метра.
В 31 км от устья, по правому берегу реки впадает река Горченка. В 28 км от устья, по левому берегу реки впадает река Крапивна. В 1,2 км от устья, по левому берегу реки впадает река Волчья.
Исток реки находится на территории Песоцкого сельского поселения, у истоков стоит деревня Кривкино (бывшее Филиппогорское сельское поселение). Дальше река течёт по территории Черноручейского сельского поселения, на берегу реки стоят деревни Данилово, Клевичи, Кривско, Подсосонье, Беляевщина, Чёрный Ручей (центр поселения), Горшковицы. Ниже на реке стоят деревни Песоцкого сельского поселения Большое и Малое Опуево (бывшее Большелукское сельское поселение). У устья река течёт по территории Жирковское сельское поселение, здесь по берегам реки расположились деревни Пекахино и Добросли.

## Данные водного реестра
По данным государственного водного реестра России относится к Балтийскому бассейновому округу, водохозяйственный участок реки — Ловать и Пола, речной подбассейн реки — Волхов. Относится к речному бассейну реки Нева (включая бассейны рек Онежского и Ладожского озера).
Код объекта в государственном водном реестре — 01040200312102000022189.